# Audi A8 IV
Cet article concerne la quatrième génération de l’Audi A8. Pour des informations générales sur l’Audi A8, consultez Audi A8.
L'Audi A8 IV (désignation de type interne 4N ou code de série F8 dans le VIN) est une voiture luxueuse du constructeur automobile allemand Audi, produite à l'usine Audi de Neckarsulm depuis 2017.
Une variante à empattement long, l'A8 L, est également disponible. Depuis la mise à jour du modèle en 2021, il existe également un modèle spécial exclusif pour la Chine, celui-ci dépasse l'empattement de l'A8 L de 130 mm supplémentaires et s'appelle l'Audi A8 L Horch.

## Historique du modèle
L'A8 a été présentée le 11 juillet 2017 lors d’un événement propre au constructeur, le premier "Audi Summit", au parc des expositions de Barcelone. Le véhicule a été présenté pour la première fois au public lors du salon de l'automobile de Francfort 2017. Les premiers véhicules ont été livrés en novembre 2017.
Pour le marché chinois, Audi produit depuis fin 2021 une finition particulièrement luxueuse, la Horch Founders Edition. Le constructeur fait ainsi revivre la désignation de modèle Horch, marque sous laquelle les véhicules Audi étaient produits en Saxe jusque dans les années 1950. Le modèle est en concurrence avec la Mercedes Classe S Maybach. Dans le même temps, une version révisée de la gamme a été présentée.

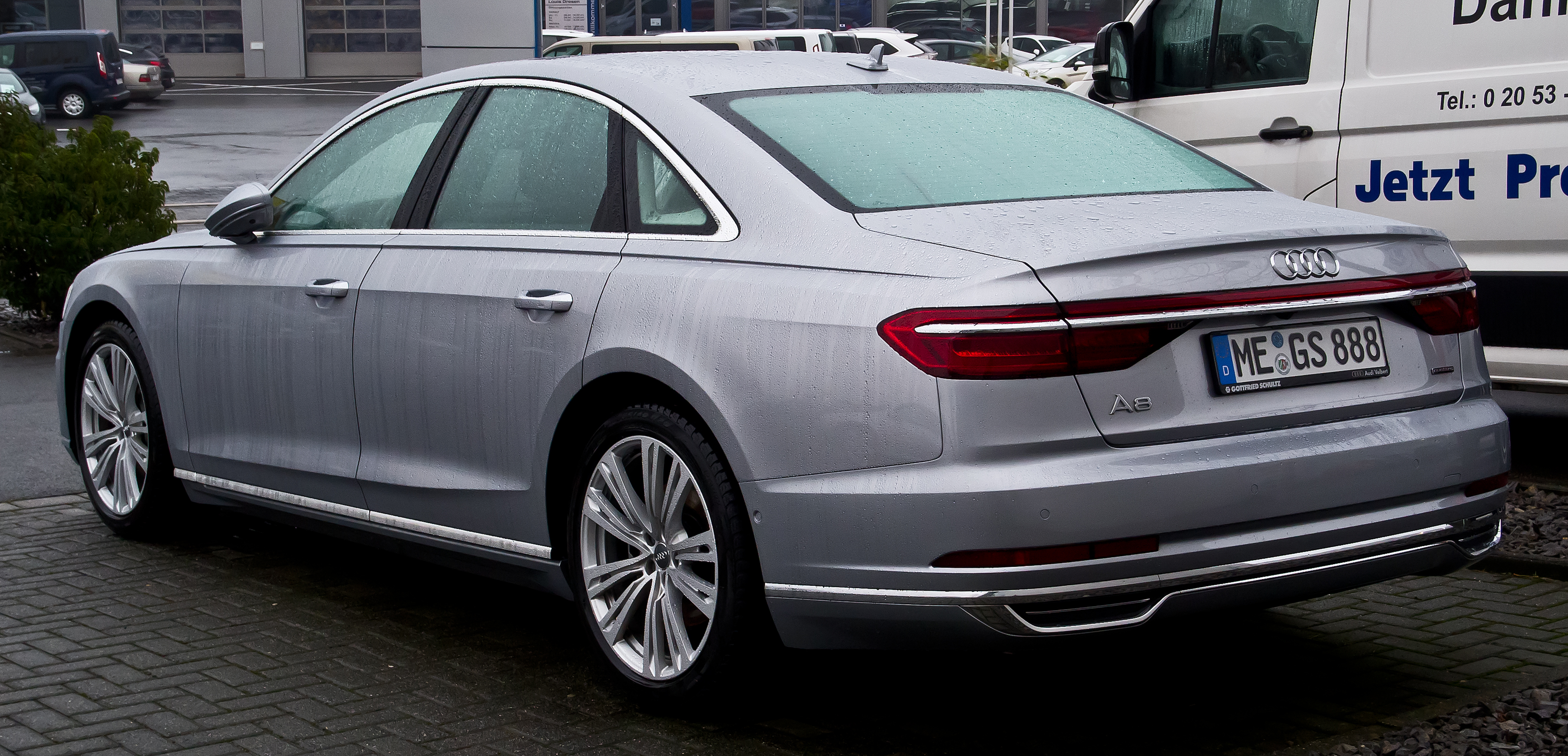
Vue arrière
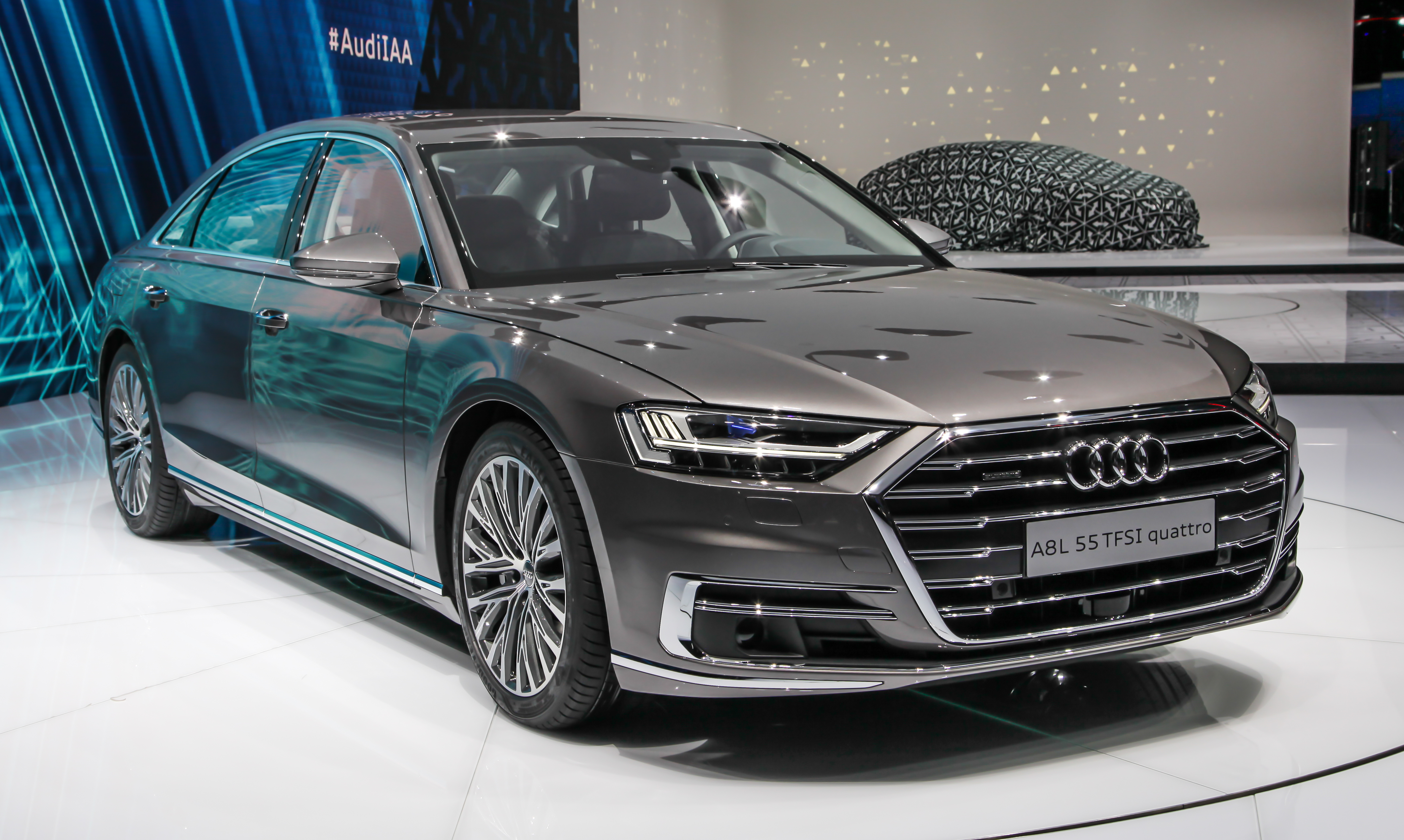
Audi A8 L au Salon de l'automobile de Francfort 2017
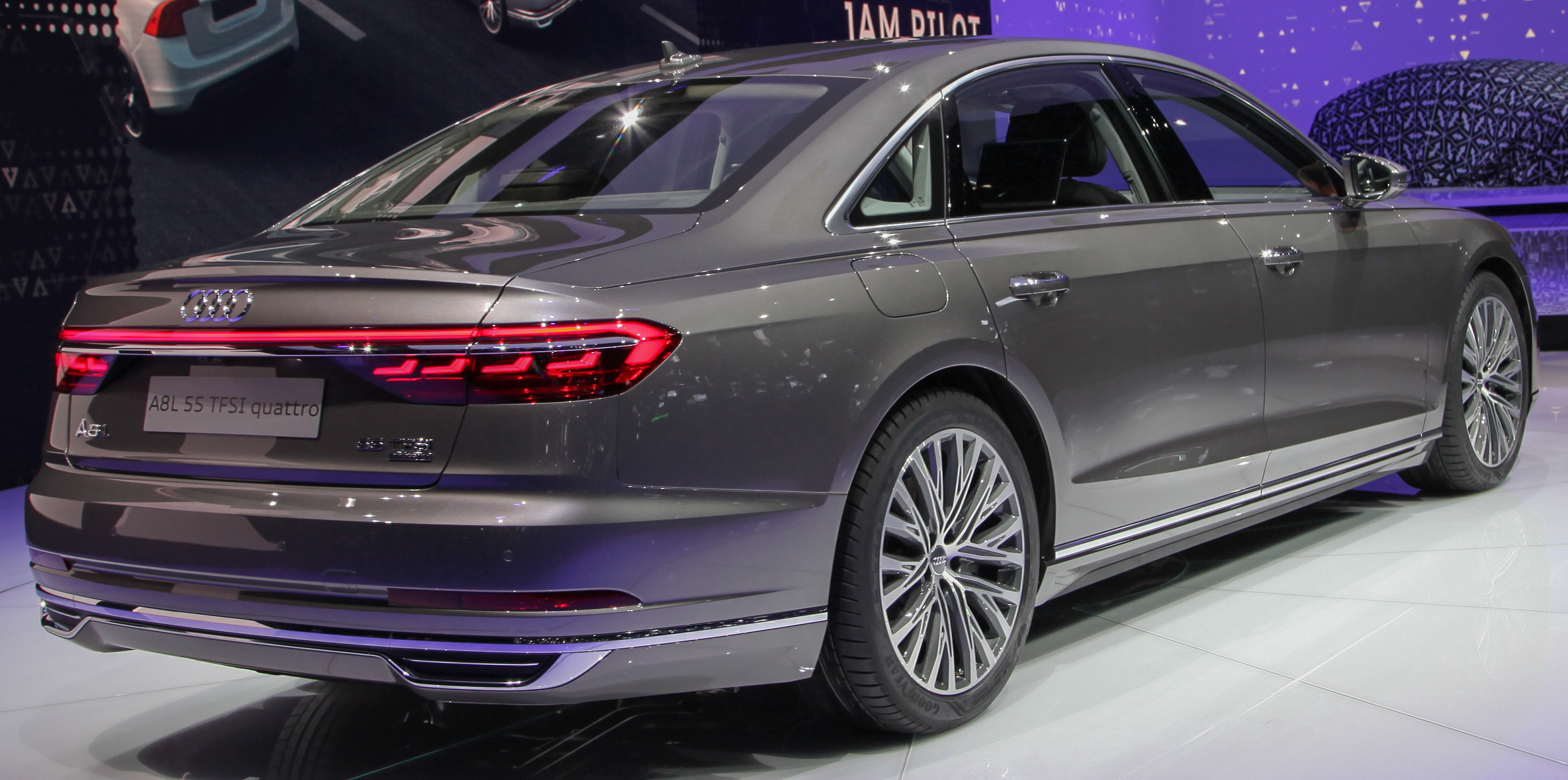
Vue arrière
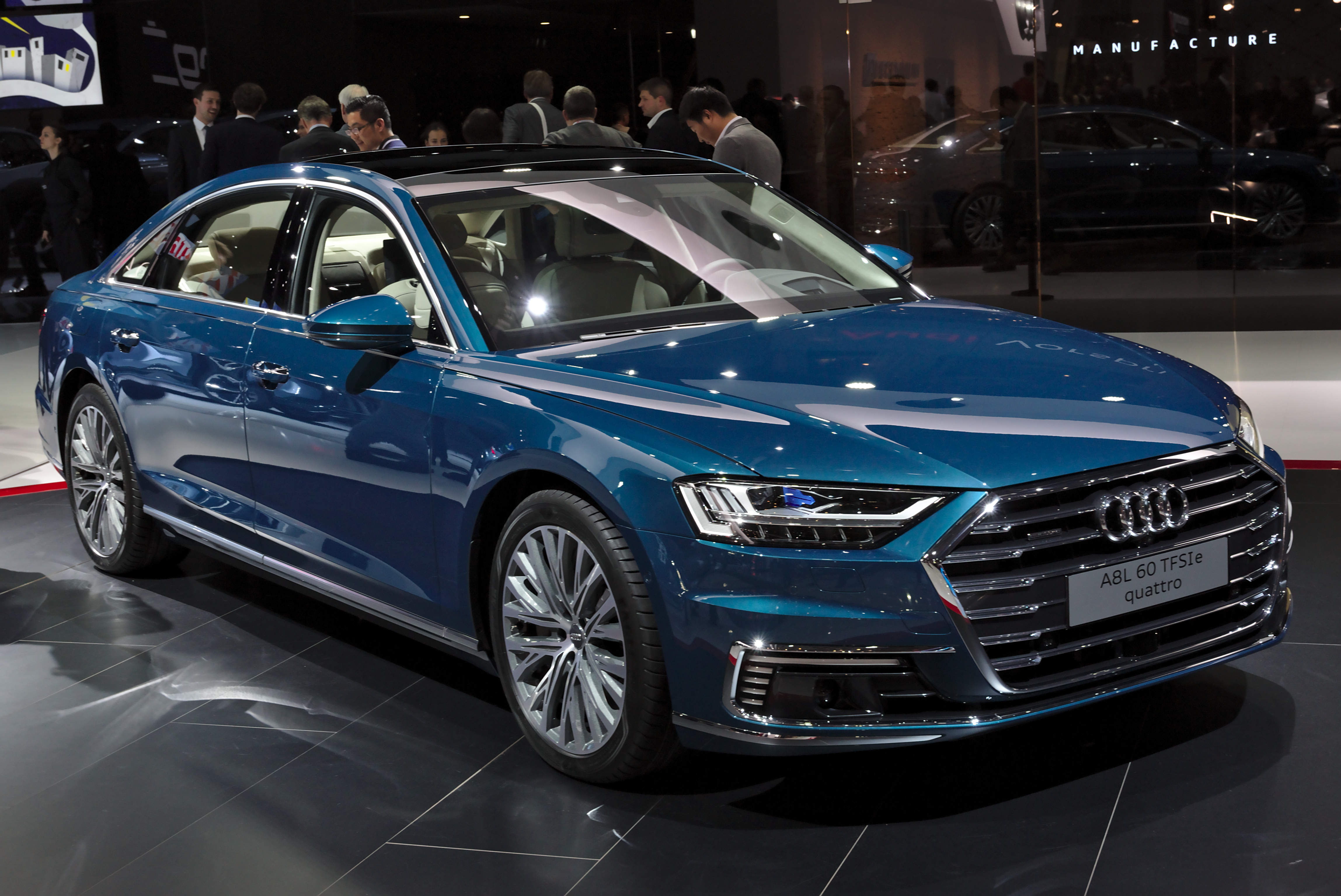
Audi A8L 60 TFSI e (2019–2021)
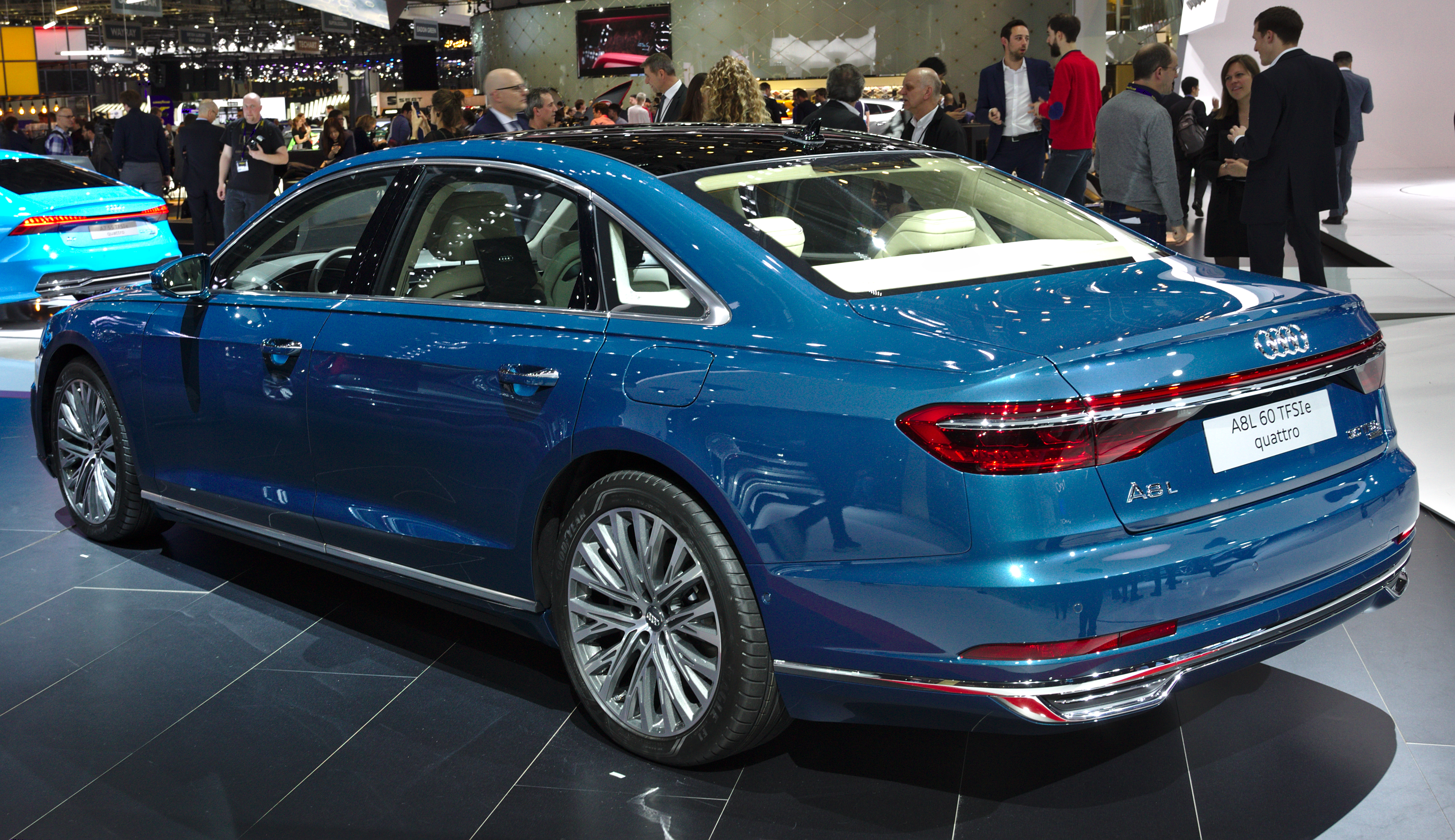
Vue arrière
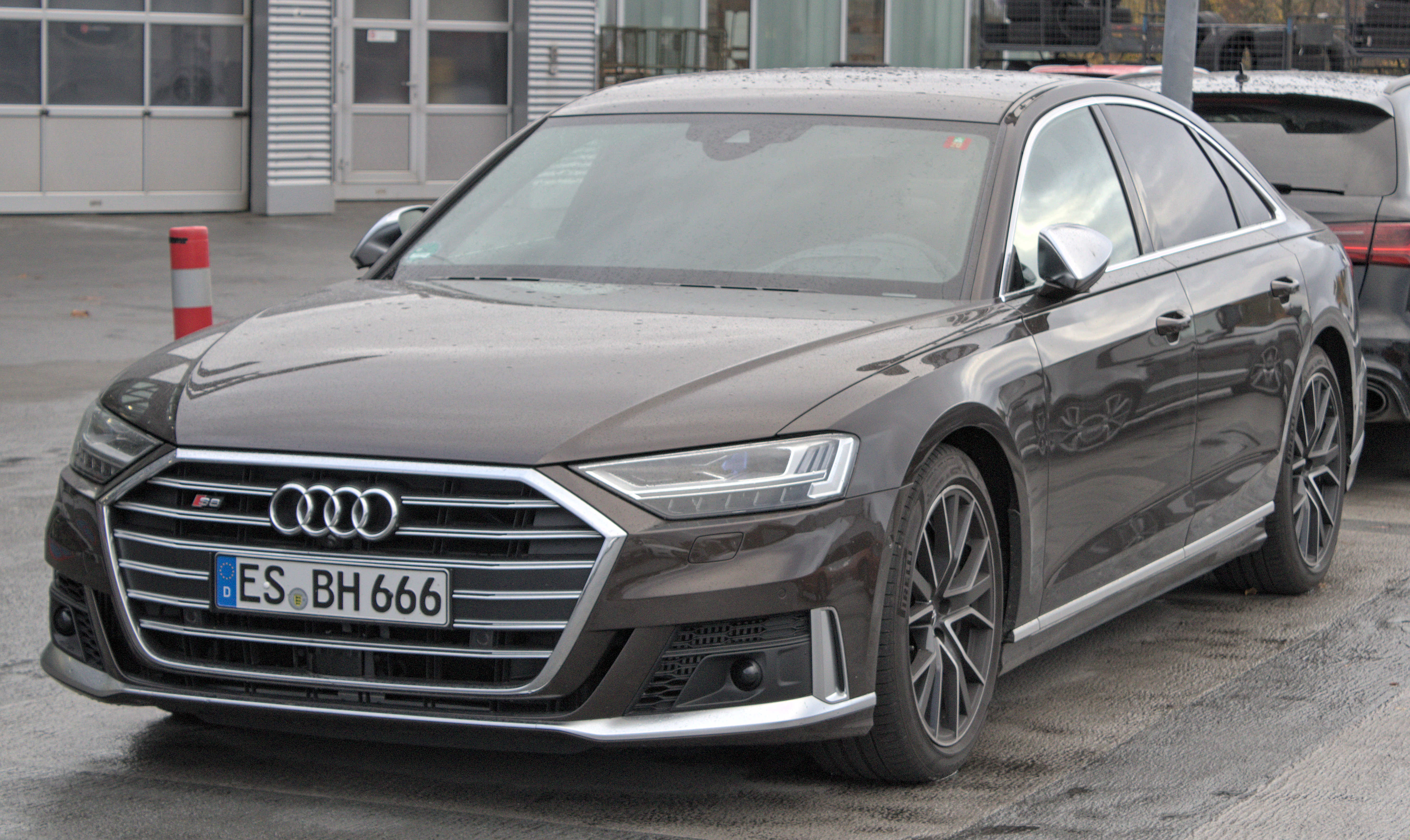
Audi S8 (2019–2021)
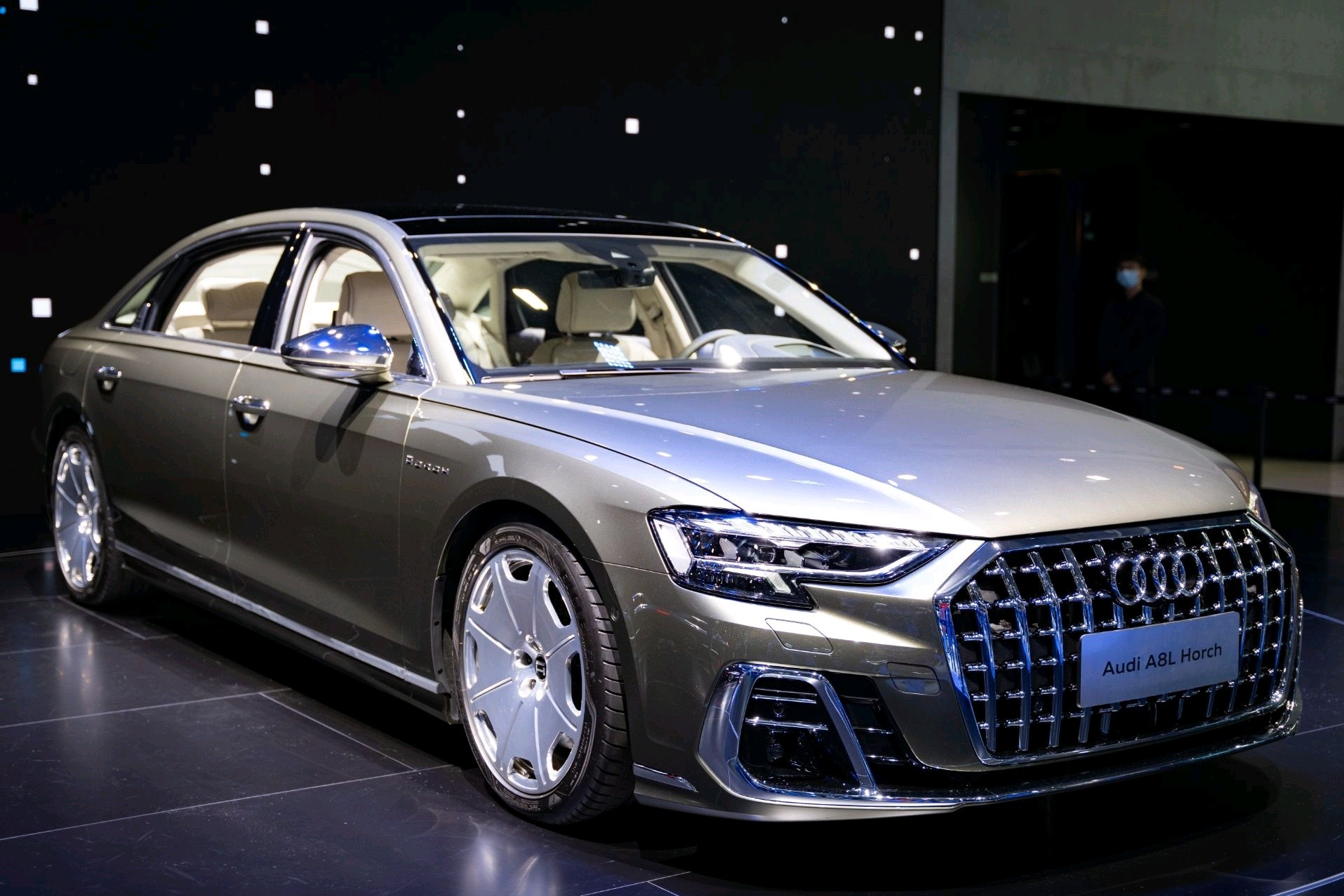
Audi A8L Horch Founders Edition

## Caractéristiques techniques et technologies

### Moteurs
Dès le départ, l'A8 était proposée avec deux moteurs six cylindres en V, un essence et un diesel. Le moteur essence de 3,0 l (55 TFSI) développe une puissance maximale 250 kW (340 ch), le moteur diesel de 3,0 l (50 TDI) développe une puissance maximale de 210 kW (286 ch). Le moteur 60 TFSI e d’une puissance système de 330 kW (449 ch) du modèle hybride rechargeable est disponible depuis octobre 2019 et il est basé sur le moteur essence de 3,0 l et 250 kW (340 ch). Deux autres moteurs huit cylindres de 4,0 litres ont suivi plus tard, à la fois en tant que moteur diesel et en tant que moteur essence. Le moteur essence 60 TFSI délivre 338 kW (460 ch)ou 420 kW (571 ch) dans la S8 TFSI. Le moteur diesel de 320 kW (435 ch) est commercialisé sous le nom de 60 TDI. Ce dernier a été retiré du programme fin 2020.
Toutes les unités ont un système électrique de 48 volts qui, avec le générateur de démarrage à courroie, forme la technologie MHEV (automobile hybride électrique léger). Il est également possible de rouler avec le moteur éteint et la chaîne cinématique déconnectée. L'alterno-démarreur peut également permettre d'arrêter le moteur moins brutalement.

### Châssis
L'A8 a un châssis à suspension pneumatique et des actionneurs électriques (suspension active des roues) sur chaque roue qui les ajustent aux bosses de la route. Si la voiture détecte un impact latéral imminent, elle peut se relever de huit centimètres pour réduire le risque de blessure,.

### Carrosserie
Au lieu de l'aluminium, Audi utilise de plus en plus des aciers à haute résistance.

### Systèmes d’assistance
Si le client le souhaite, l'A8 peut être préparée pour rouler sur des autoroutes à fort trafic jusqu'à 60 km/h sans avoir à garder les mains sur le volant (niveau d’autonomie de niveau 3).